# Limnophila (Dendrolimnophila) albomanicata
Limnophila (Dendrolimnophila) albomanicata is een tweevleugelige uit de familie steltmuggen (Limoniidae). De soort komt voor in het Nearctisch gebied.